# Bartonella bacilliformis
Bartonella bacilliformis es una bacteria aerobia facultativa, gramnegativa, perteneciente al grupo de alfa-proteobacterias, junto con Rickettsia y Brucella. Es responsable de una serie de enfermedades que, a pesar de lo limitado de su distribución, se ha dado un gran número de nombres incluyendo bartonelosis, enfermedad de Carrión, fiebre de la Oroya y verruga peruana. Es polimórfico, ya que se presenta de forma bacilar cocobacilar o cocoide, de 2-3 μm de largo y 0.2-0.5 μm de ancho.

## Historia
La bacteria fue descubierta por el microbiólogo peruano Alberto Barton en 1905, pero el descubrimiento no fue publicado hasta 1909. Barton originalmente describió la bacteria como estructuras endoglobulares, los cuales correspondían a las bacterias parasitando los eritrocitos. Hasta 1993, el género Bartonella contenía solo una especie. Actualmente hay más de 35 especies nuevas , todas ellas dentro de la familia Bartonellaceae.

## Epidemiología
Bartonella bacilliformis es encontrada solo en Perú, Ecuador, y Colombia. Aunque en esta última no se han decrito casos en las últimas décadas. Es endémico en algunas áreas del Perú, ocurriendo brotes de la enfermedad en nuevas áreas epidémicas. La bacteria es transmitida por mosquitos del género Lutzomyia.

## Microbiología

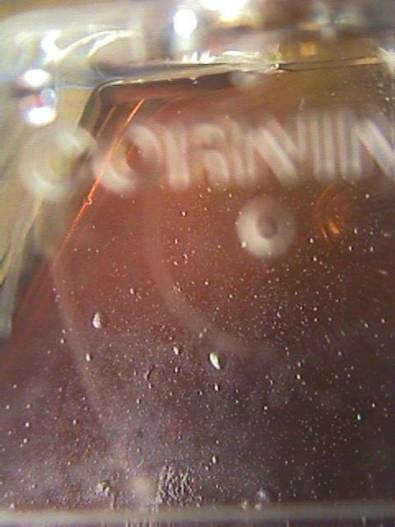
Agar Columbia-sangre

Para su aislamiento, son requeridos cultivos especiales conteniendo soya agar complementado, proteasas, peptonas, algunos aminoácidos esenciales y sangre. La temperatura óptima de crecimiento, son los 19-29 °C. Las colonias crecen en agar sangre-Columbia suplementado con 10% de sangre bovina desfibrinada e incubado a 19-25 °C por 2 semanas.

## Fisiopatología

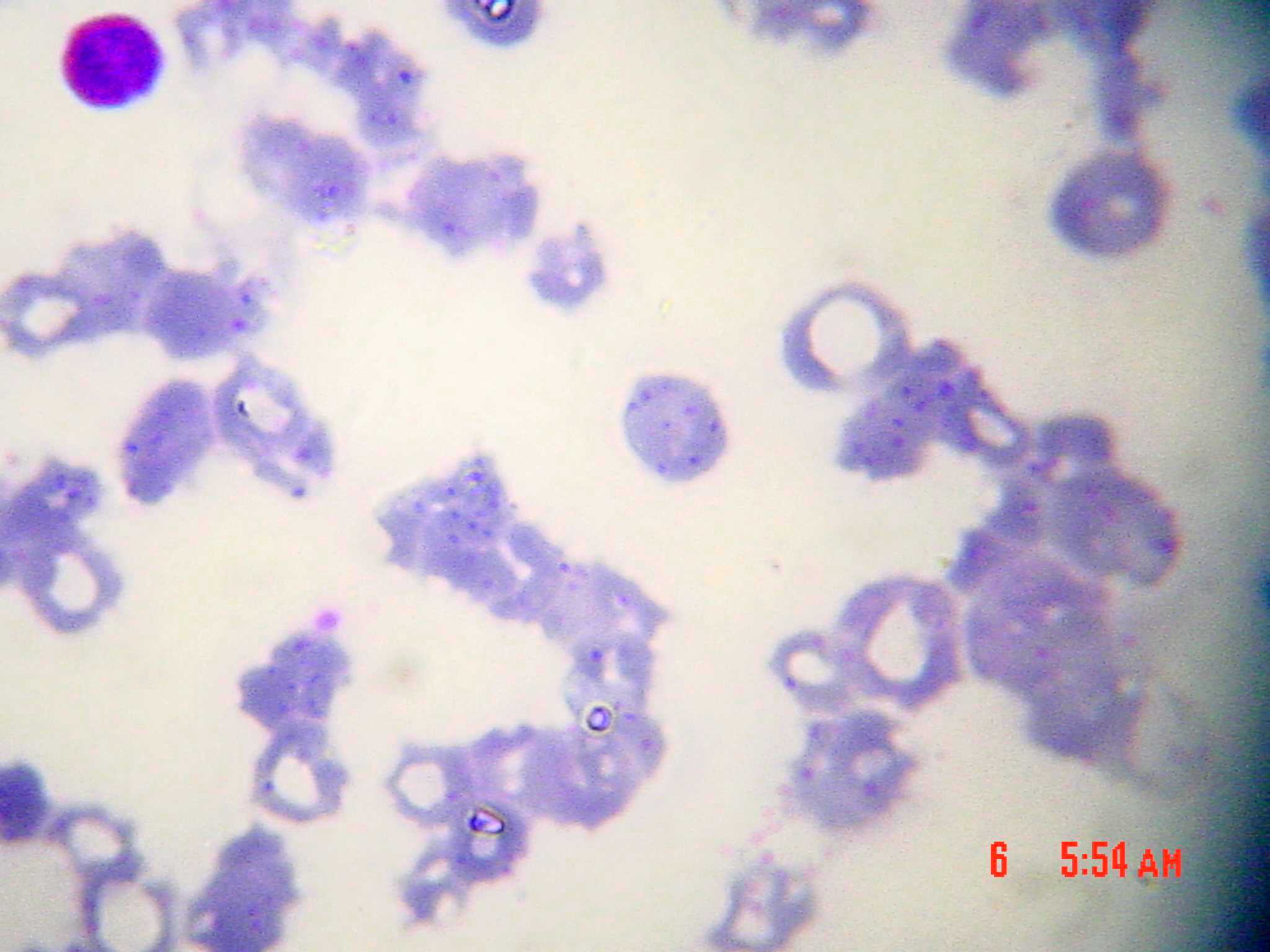
frotis de sangre periférca

La bacteria es inoculada por la picadura de Lutzomyias en los capilares, donde en un periodo variable (alrededor de 21 días), la bacteria produce una invasión masiva de eritrocitos y consecuentemente una anemia hemolítica intravascular severa (fase aguda de la enfermedad de Carrión). Esta fase es potencialmente mortal y los síntomas son fiebre, anemia e inmunosupresión. La fase aguda típicamente dura de 2 a 4 semanas. Un frotis de sangre periférica puede mostrar anisocitosis con cocobacilos o cocos en los eritrocitos, debiendo ser el tratamiento más agresivo, mientras las formas bacilares suelen responder más fácilmente al tratamiento, por eso es importante comunicar la forma predomínate en un frotis periférico. Es posible observar trombocitopenia en casos muy severos. Se pueden ver pacientes con compromiso neurológico (neurobartonelosis) siendo este último de mal pronóstico. La complicación más temida son las infecciones sobreagregadas por enterobacterias Salmonella y otros parásitos tales como Toxoplasma gondii o Pneumocystis. 
Se conoce que las bacterias invaden células endoteliales, produciendo la manifestación crónica de la enfermedad (Verruga Peruana). Esta fase se caracteriza por la aparición de lesiones cutáneas benignas de color rojo-violáceo nodulares tipo angiomatosas. Es posible visualizar la bacteria usando una tinción argéntica por el método de tinción de Warthin–Starry a partir de las biopsias cutáneas.

## Enfermedad
Bartonella bacilliformis es el agente etiológico de la enfermedad de Carrión o fiebre de la Oroya (fase aguda de la infección) y Verruga peruana (fase crónica de la infección). La fase aguda de la enfermedad es una enfermedad severa caracterizada por una invasión masiva de la bartonella a los eritrocitos y consecuentemente una hemólisis aguda asociada a fiebre. Si la infección no es tratada, la tasa de mortalidad puede alcanzar hasta un 85% Los pacientes en esta fase pueden complicarse con infecciones sobregaregadas por, principalmente, enterobacterias (Salmonella spp) y parásitos (Toxoplasma gondii, Pneumocystis jirovecci).
La fase crónica es caracterizada por lesiones eruptivas benignas que son pruríticas y sangrantes y otros síntomas como malestar y dolor osteoarticular. Bartonella puede ser aislada de hemocultivos y secreción de las lesiones en personas de áreas endémicas.

## Tratamiento
Antes de la era antibiótica, el único tratamiento para la fase aguda fueron transfusiones, pero la efectividad de este tratamiento fue pobre y con una alta tasa de mortalidad. Posteriormente, con el descubrimiento de nuevos antibióticos, penicilina, cloramfenicol, tetraciclina y eritromicina fueron probados exitosamente. Sin embargo, dado que los pacientes en fase aguda pueden presentar infecciones sobreagregadas, especialmente con salmonelas, se prefiere utilizar quinolonas. Se han reportado fallas terapéuticas y bacteremia persistente en pacientes tratados con cloramfenicol. Asimismo, el éxito terapéutico en pacientes tratados en fase aguda con cloramfenicol no elimina el riesgo de desarrollar la fase eruptiva. Por lo tanto, el fármarco de elección es Ciprofloxacina o Cloramfenicol.
En la fase crónica, el tratamiento usado tradicionalmente ha sido estreptomicina por 10 días. Desde 1975, Rifampicina ha sido el fármarco de elección para Verruga Peruana. Sin embargo, fallas terapéuticas con Rifampicina también han sido reportadas y pueden desarrollar resistencia. Recientemente Macrolidos han sido usados con similar efectividad.